# Илия Аджиевски
Илия Аджиевски (на македонска литературна норма: Илија Аџиевски) е виден скулптор от Северна Македония. Илия Аджиевски е един от най-важните съвременни северномакедонски скулптори и творбите му са високо ценени от изкуствоведите в страната.

## Биография
Илия Аджиевски е роден на 25 декември 1926 година в град Струга, тогава в Кралството на сърби, хървати и словенци. Основно училище завършва в Дебър, а средно художествено – в Скопие. В 1942 година се присъединява към комунистичестата съпротива. След Втората световна война учи в Белград и в 1954 година завършва Академията за изящни изкуства в Загреб в класа на професор Франьо Кършнич. Автор е на множество паметници, монументални керамични релефи, паркови скулптури, портрети на известни личности от обществения и културния животи. Негово дело са Паметникът на революцията в Струмица (1959), Мавзолеят на падналите борци в Кратово (1962), Паметникът на братството и революцията в Дебър (1989 година), паметникът в Неготино и други. Има няколко самостоятелни изложби: Струга (1965), Битоля (1966), Велес (1967), Скопие (1991, 1994 и 2001) и Париж (1997). Неговите скулптури имат реалистични и експресионистични черти. Автор е на монументалния паметник на Гоце Делчев в Царево село (Делчево) и на паметника на Димитър Попгеоргиев в Берово. Особено важни са скулптурите-портрети на неговите съвременници Петре М. Андреевски, Георги Божиков, Борко Лазески, Тодор Николовски, Анте Поповски, Петре Пърличко, Димитър Солев, Глигор Чемерски и други известни северномакедонски съвременници.
Умира на 24 октомври 2023 година в Струга.